# Hessen-Homburg
Phong địa bá quốc Hessen-Homburg (tiếng Đức: Landgrafschaft Hessen-Homburg) là một bá quốc thuộc Đế chế La Mã Thần thánh, được tách ra từ Phong địa bá quốc Hessen-Darmstadt vào năm 1622. Nó được trị vì bởi con trai của nhà cai trị Hessen-Darmstadt, nhưng không hoàn toàn độc lập cho đến năm 1668. Bá quốc này được chia thành Hesse-Homburg và Hesse-Homburg-Bingenheim trong một thời gian ngắn; nhưng những phần này đã được thống nhất vào năm 1681.
1806, Hesse-Homburg được hợp nhất với Hesse-Darmstadt; nhưng vào năm 1815, tại Đại hội Viên đã công nhận nền độc lập của Hesse-Homburg, nền độc lập này được tăng lên nhờ việc bổ sung thêm lãnh thổ Meisenheim. Hesse-Homburg gia nhập Bang liên Đức với tư cách là một quốc gia có chủ quyền vào ngày 7 tháng 7 năm 1817.
Vào ngày 24 tháng 3 năm 1866, Hesse-Homburg được thừa kế bởi Đại công tước xứ Hesse-Darmstadt, trong khi Meisenheim rơi vào tay của Vương quốc Phổ. Vào ngày 20 tháng 9 cùng năm đó, các lãnh thổ này lại được lấy từ Hesse-Darmstadt, và vùng đất cũ được kết hợp với Tuyển hầu xứ Hessen, Công quốc Nassau và Thành phố tự do Frankfurt để tạo ra Tỉnh Hessen-Nassau của Phổ. Ngày nay, nó là một phần của bang Hessen của Đức.